# Капел Фермон
Капел Фермон (фр. Capelle-Fermont) насеље је и општина у североисточној Француској у региону Север-Па д Кале, у департману Па де Кале која припада префектури Арас.
По подацима из 2011. године у општини је живело 197 становника, а густина насељености је износила 66,55 становника/km². Општина се простире на површини од 2,96 km². Налази се на средњој надморској висини од 88 метара (максималној 122 m, а минималној 82 m).

## Демографија
| 1962. | 1968. | 1975. | 1982. | 1990. | 1999. | 2011. |
| ----- | ----- | ----- | ----- | ----- | ----- | ----- |
| 85    | 92    | 83    | 105   | 126   | 127   | 197   |

График промене броја становника у току последњих година